# کنسوالیا
کُنسوالیا (به لاتین: Consualia) نام دو جشن در روم باستان بود که به افتخار کنسوس، ایزد برداشت و غلاتِ ذخیره‌شده، برگزار می‌شد. جشنواره‌های برداشت یا «کانسوالس لودی» در ۲۱ اوت و ۱۵ دسامبر در ارتباط با ذخیره‌ی غلات برگزار می‌شدند. زیارتگاه کنسوس در زیر زمین قرار داشت که تمام سال پوشیده از خاک بود و فقط برای این یک روز باز می‌شد. مارس، خدای جنگ و محافظ محصول، و نیز خدایان خانگی موسوم‌به لارها در این روز پرستش می‌شدند.
برطبق نوشته‌های تیتوس لیویوس در جلد نخست کتاب از پیدایش روم، رومولوس، نخستین پادشاه و بانی شهر روم، برای آنکه زنانی از دولت‌شهرهای همسایه ــ شامل آنتم‌ناتان، کروستومینان، کاینیننسان ــ را به این جشنواره فرابخواند، بازی‌های کنسوالیا را ترتیب داد. در جریان این بازی‌ها بود که واقعه‌ی ربودن زنان سابینی روی داد.